# 意大利驻捷克大使馆
意大利驻捷克大使馆（義大利語：Ambasciata d'Italia a Praga）位于捷克首都布拉格小城的聂鲁达街，毗邻 Caetans圣母教堂，正对着罗马尼亚驻捷克大使馆。 
意大利驻捷克大使馆占据着巨大的图恩-斯坦宫（Thun-Hohenstein）。这座大使馆的立面为巴洛克风格，门前雕刻有两只鹰。

## 外部連結
- 官方网站 Archive.today的存檔，存档日期2013-02-18